# Liste des maires de Guise
La Liste des maires de Guise regroupe les noms des maires de la commune de Guise avec leur date de prise de fonction ainsi que les dates de fin de fonction des maires. Elle comprend aussi les adjoints qui ont dû par intérim assurer le poste de maire car celui-ci a soit démissionné ou il est décédé en cours de mandat.

## Liste des maires
| Période      | Période                   | Identité                            | Étiquette   | Qualité                         |
| ------------ | ------------------------- | ----------------------------------- | ----------- | ------------------------------- |
| 1772         | 1784                      | Etienne Louis d'Ersu                |             |                                 |
| 1784         | 1789                      |                                     |             |                                 |
| 1789         | 1791                      | Antoine Joseph Louis de Vieville    |             |                                 |
| 1791         | 1793                      | Louis Denis Desforges               |             |                                 |
| 1793         | 1795                      | Denis Jean Baptiste Bourgeois       |             |                                 |
| 1795         | 1795                      | Jean Baptiste Arnoult Lepreux       |             |                                 |
| 1795         | 1797                      | Marie Charles Joseph Gonnet         |             |                                 |
| 1797         | 1798                      | Jean Louis Denisart                 |             |                                 |
| 1798         | 1800                      | Chenneval                           |             |                                 |
| 1800         | 1804                      | Jean Louis de Viefville des Essarts |             |                                 |
| 1804         | 1812                      | Louis César Violette de Bretagne    |             |                                 |
| 1812         | 1819                      | Antoine Balland                     |             |                                 |
| 1818         | 1829                      | Georges Arnould Leproux             |             |                                 |
| 1829         | 1832                      | Charles André Besson                |             |                                 |
| 1832         | 1848                      | Charles Louis Desiré                |             |                                 |
| 1848         | 1871                      | Auguste Désiré Besson               |             |                                 |
| 1871         | 1874                      | Jean-Baptiste Godin                 |             |                                 |
| 1874         | 1875                      | Joseph Alfred Maillet               |             |                                 |
| 1875         | 1878                      | Célestin Constant Tanneur           |             |                                 |
| 1878         | 1884                      | Régis Delorme                       |             |                                 |
| 1884         | 1896                      | Aimé Flamant                        |             |                                 |
| 1896         | 1898                      | Edmond Onestine Catrin              |             |                                 |
| 1898         | 1899                      | Louis Charles Meurisse              |             |                                 |
| 1899         | 1903                      | Émile Roussy                        |             |                                 |
| 1903         | 1906                      | Urial Berdouillard                  |             |                                 |
| 1906         | 1913                      | René Haguenin                       |             |                                 |
| 1913         | 1919                      | Edmond Carré                        | Socialiste  |                                 |
| 1919         | 1925                      | Émile Toussaint                     |             |                                 |
| 1925         | 1929                      | Georges Martin                      |             |                                 |
| mai 1929     | novembre 1941             | Émile Lamart                        | PCF         | Premier mandat                  |
| 1941         | 1944                      | René Rabaux                         |             |                                 |
| 1944         | 1945                      | Émile Lamart                        | PCF         | Deuxième mandat                 |
| 1945         | 1945                      | Georges Pettgen                     |             |                                 |
| 1945         | 1959                      | Maurice Cornu                       |             |                                 |
| 1959         | 1972                      | Jacques Juchli                      |             |                                 |
| 1972         | 1977                      | Jean Husson                         |             |                                 |
| 1977         | janvier 2010              | Daniel Cuvelier,                    | PS          | Démissionnaire                  |
| janvier 2010 | En cours (au 24 mai 2020) | Hugues Cochet,                      | PS puis DVG | Réélu pour le mandat 2020-2026, |

## Compléments